# Utgrävningstjärnen (Degerfors socken, Västerbotten)
Utgrävningstjärnen är en sjö i Vindelns kommun i Västerbotten och ingår i Umeälvens huvudavrinningsområde.